# Dietmar Keller
 (avril 2012).
Si vous disposez d'ouvrages ou d'articles de référence ou si vous connaissez des sites web de qualité traitant du thème abordé ici, merci de compléter l'article en donnant les références utiles à sa vérifiabilité et en les liant à la section « Notes et références ».
Dietmar Keller, né le 17 mars 1942 à Chemnitz, est un homme politique allemand, membre du SED (parti communiste est-allemand). Il est, de 1989 à 1990, ministre de la Culture au sein du cabinet Modrow du gouvernement de la RDA. Il est également député à la Chambre du peuple puis au sein du Bundestag de l'Allemagne réunifiée, où il membre du PDS,.